# Hexachloroiridate
Hexachloroiridate (gemäß IUPAC Hexachloridoiridate) sind die Salze der Hexachloroiridiumsäure.

## Herstellung
Hexachloroiridate der Alkalimetalle können durch Reaktion von metallischem Iridium mit elementarem Chlor in Gegenwart der entsprechenden Alkalichloride hergestellt werden, beispielsweise Diatriumhexachloroiridat aus Natriumchlorid, Chlor und Iridium. Ammoniumhexachloroiridat kann durch Salzmetathese von Natriumhexachloroiridat mit Ammoniumchlorid oder durch Reaktion von Ammoniumchlorid mit Iridium(IV)-chlorid hergestellt werden.

## Reaktionen
Das Hexachloroiridat-Ion ist ein Ein-Elektronen-Oxidationsmittel. Es kann beispielsweise Tetraphenylborat-Ionen zu Diphenylborinsäure oxidieren. Bei höhrem pH-Wert reagiert es mit Wasser, wobei Iridium(IV) zu Iridium(III) reduziert wird und Hydroxid-Ionen zu molekularem Sauerstoff oxidiert werden. Es kann Phenole inklusive des Grundkörpers Phenol, 2,4,6-Trimethylphenol und 2,6-Dimethylphenol zu den entsprechenden Radikalen oxidieren.